# Giáo sư (Việt Nam)
Tại Việt Nam, Giáo sư (tiếng Anh: Professor) là một học hàm, chức danh hoặc chức vụ khoa học dành cho các cán bộ giảng dạy cao cấp ở các bộ môn thuộc trường đại học hoặc viện nghiên cứu, được nhà nước Việt Nam phong tặng vì đáp ứng đủ các tiêu chí do luật định trong các hoạt động (lĩnh vực) đào tạo và nghiên cứu khoa học.
Phó Giáo sư (tiếng Anh: associate professor) là một chức danh khoa học dành cho người nghiên cứu và giảng dạy bậc đại học, sau đại học nhưng ở cấp thấp hơn giáo sư (professor). Đầu thập kỷ 80 của thế kỷ XX, Phó Giáo sư còn được gọi là "Giáo sư cấp I". Nhưng thực tế thường bị "mất" đi cái đuôi "cấp I" nên để tránh nhầm lẫn với Giáo sư (professor), từ năm 1988 đã có quy định thống nhất chỉ dùng chức danh "Phó Giáo sư", mà không dùng "Giáo sư cấp I" nữa.
Từ năm 1976, ở Việt Nam đã chủ trương đào tạo trên đại học trong cả nước. Một số trường, cơ sở đào tạo lớn bắt đầu đào tạo phó Tiến sĩ (nay là Tiến sĩ).
Để đáp ứng yêu cầu nguồn nhân lực bậc cao, Nhà nước Việt Nam chủ trương phong hàm Giáo sư (professor), Phó Giáo sư (associate professor) cho đội ngũ nhà giáo và các nhà khoa học. Tuy nhiên có nhiều ý kiến của các giáo sư cho là chức danh giáo sư cần được cải cách theo tiêu chuẩn quốc tế.

## Lần phong đầu tiên
Ngày 11 tháng 9 năm 1976, Thủ tướng Chính phủ có Quyết định số 162/CP về việc phong hàm giáo sư cho 29 nhà giáo, nhà khoa học tiêu biểu đã được nhà nước tôn vinh phong hàm giáo sư đầu tiên của Việt Nam là:

### Sử học
1. Đào Duy Anh
2. Trần Văn Giàu
3. Nguyễn Văn Huyên
4. Phạm Huy Thông
5. Nguyễn Khánh Toàn

### Văn học
1. Đặng Thai Mai
2. Nguyễn Mạnh Tường
3. Trương Tửu
4. Trần Đại Nghĩa

### Triết học
1. Trần Đức Thảo

### Toán học
1. Tạ Quang Bửu
2. Lê Văn Thiêm

### Vật lý
1. Ngụy Như Kon Tum

### Hóa học
1. Nguyễn Hoán

### Y học
1. Đặng Văn Chung
2. Hồ Đắc Di
3. Vũ Công Hòe
4. Đỗ Xuân Hợp
5. Đặng Vũ Hỷ
6. Nguyễn Xuân Nguyên
7. Đặng Văn Ngữ
8. Đặng Văn Nội
9. Trương Công Quyền
10. Phạm Ngọc Thạch
11. Đinh Văn Thắng
12. Hoàng Tích Trí
13. Tôn Thất Tùng
14. Trần Hữu Tước

### Nông học
1. Lương Định Của

### Cơ khí
1. Trần Đại Nghĩa

## Những lần phong sau
Sau đợt phong hàm giáo sư đầu tiên, Chính phủ đã tổ chức xét và công nhận học hàm Giáo sư, Phó giáo sư  nhiều đợt vào các năm: 1980, 1984, 1986 (bổ sung khoa học quân sự), 1988, 1991 và 1996. Trong các đợt này, gần 4000 nhà giáo và nhà khoa học đã được phong hàm Giáo sư, Phó giáo sư.
1. Năm 1980, giáo sư 83, phó giáo sư 347.
2. Năm 1984, giáo sư 117, phó giáo sư 664.
3. Năm 1986 [3], đặc cách công nhận 6 giáo sư, 9 phó giáo sư trong lĩnh vực khoa học quân sự.
4. Năm 1988, giáo sư 14, phó giáo sư 87.
5. Năm 1989, giáo sư 2.
6. Năm 1991, giáo sư 247, phó giáo sư 727.
7. Năm 1992, giáo sư 140, phó giáo sư 719.
8. Năm 1996, giáo sư 210, phó giáo sư 771.
9. Năm 1997, giáo sư 2 [4].

Ngày 17 tháng 5 năm 2001, Chính phủ đã ban hành Nghị định số 20/2001/NĐ-CP "Quy định tiêu chuẩn, thủ tục bổ nhiệm và miễn nhiệm các chức danh giáo sư, phó giáo sư". Theo nghị định này, việc xét và phong hàm giáo sư, phó giáo sư được thực hiện theo từng năm.
1. Năm 2001, giáo sư 96, phó giáo sư 391
2. Năm 2002, giáo sư 115, phó giáo sư 553
3. Năm 2003, giáo sư 62, phó giáo sư 388
4. Năm 2004, giáo sư 38, phó giáo sư 302
5. Năm 2005, giáo sư 41, phó giáo sư 312
6. Năm 2006, giáo sư 44, phó giáo sư 411
7. Năm 2007, giáo sư 54, phó giáo sư 445 [4]
8. Năm 2014, GS trẻ nhất và GS cao tuổi nhất đợt này cũng là GS trẻ nhất và cao tuổi nhất trong lịch sử (1974 - 2014). Đó là GS.TS Phan Thanh Sơn Nam, 37 tuổi, chuyên ngành Hóa học, giảng viên trường ĐH Bách khoa – ĐHQGH TP.HCM và GS Lê Ngọc Canh, 81 tuổi, chuyên ngành Nghệ thuật, nguyên giảng viên trường ĐH Sư phạm Nghệ thuật TƯ – HN.[5] Đội ngũ giáo sư, phó giáo sư được phong nhiều nhất ở các ngành: Y, Kinh tế, Toán, Lý, Hóa, Nông nghiệp...

### Năm 2016

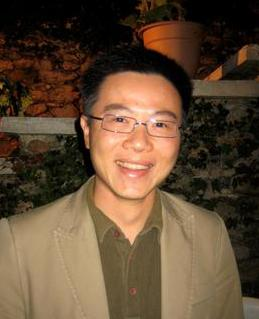
Giáo sư Ngô Bảo Châu, người Việt Nam đầu tiên giành được Huy chương Fields

Năm 2016, 65 giáo sư, 638 phó giáo sư (Quyết định số 55/QĐ-HĐCDGSNN). Trong đó có 5 nữ giáo sư là: Vũ Thị Thu Hà (sinh năm 1970), ngành Hóa học, lúc được phong đang làm việc tại Viện Hóa học Công nghiệp Việt Nam; Nguyễn Khanh Vân (sinh năm 1953), ngành Khoa học Trái Đất, lúc được phong đã nghỉ hưu; Lê Thị Sơn (sinh năm 1955) ngành Luật học, lúc được phong làm việc tại Trường Đại học Luật Hà Nội; Lê Thị Chiều (sinh năm 1947), ngành Luyện kim, lúc được phong đã nghỉ hưu; Lê Thị Hoài Phương (sinh năm 1958), ngành Nghệ thuật, lúc được phong làm việc tại Viện Văn hóa Nghệ thuật quốc gia Việt Nam; và Bùi Thị Thu Hà (sinh năm 1967) ngành Y học, lúc được phong làm việc tại Trường Đại học Y tế công cộng. Giáo sư trẻ nhất là Trần Đình Thắng, sinh năm 1975, ngành Hóa học, lúc được phong làm việc tại Trường Đại học Vinh. Phó giáo sư trẻ nhất là Trần Xuân Bách, sinh năm 1984, ngành y học, Trường Đại học Y Hà Nội.

### Năm 2018
Năm 2018, Hội đồng chức danh giáo sư Nhà nước công bố đầu tháng 2-2018, 1.226 người được cho là đạt chuẩn giáo sư, phó giáo sư năm 2017. Do dư luận phản ứng, Thủ tướng đã chỉ đạo Hội đồng chức danh rà soát lại danh sách này. Bộ trưởng GD-ĐT Phùng Xuân Nhạ - chủ tịch Hội đồng Chức danh giáo sư nhà nước, đã giao Thanh tra Bộ chủ trì xác minh làm rõ. Ngày 6-3, trong danh sách mới 74 người được công nhận đạt tiêu chuẩn giáo sư, 1.057 người phó giáo sư. 95 người không còn tên trong danh sách mới có nhiều cán bộ quản lý như ứng viên GS Nguyễn Thị Kim Tiến - Bộ trưởng Bộ Y tế, ứng viên GS Lê Quân - thứ trưởng Bộ Lao động Thương binh và xã hội, ứng viên PGS Trương Xuân Cừ - Phó trưởng Ban chỉ đạo Tây Bắc, ứng viên PGS Hà Anh Đức - thư ký Bộ trưởng Bộ Y tế, ứng viên PGS Nguyễn Hùng Long - phó cục trưởng Cục An toàn thực phẩm (Bộ Y tế), ứng viên PGS Lê Quang Minh - giám đốc Sở Y tế Hà Nam, ứng viên PGS Trịnh Thanh Hùng - Phó vụ trưởng Vụ Khoa học và Công nghệ các ngành Kinh tế kỹ thuật Bộ Khoa học và công nghệ...

### Năm 2019
Tháng 12 năm 2019, có 73 tân giáo sư và 349 tân phó giáo sư được công nhận. Hai tân giáo sư trẻ nhất cùng 38 tuổi là bà Nguyễn Khánh Diệu Hồng, giảng viên Đại học Bách khoa Hà Nội (ngành Hóa học) và ông Sĩ Đức Quang, giảng viên Đại học Sư phạm Hà Nội (ngành Toán học).

## Những giáo sư là lãnh đạo cấp cao
- Những Giáo sư là lãnh đạo nhà nước:
  - Nguyễn Phú Trọng - ngành Chính trị học (phong năm 2002);
  - Nguyễn Thiện Nhân - ngành Kinh tế (phong năm 2002);
  - Nguyễn Thị Doan - ngành Kinh tế (phong năm 2003);
  - Đại tướng Trần Đại Quang - ngành Khoa học an ninh (phong năm 2009);
  - Đại tướng Tô Lâm - ngành Khoa học an ninh (phong năm 2015)...
- Những Phó Giáo sư là lãnh đạo nhà nước:
  - Tô Huy Rứa - ngành Triết học (phong năm 1991);
  - Trung tướng Phạm Minh Chính - ngành Luật (phong năm 2010)...
- Những Giáo sư [3] trong lĩnh vực khoa học quân sự:
  - Thiếu tướng Trần Đại Nghĩa (1976),
  - Trung tướng Nguyễn Thế Khánh (1980),
  - Thiếu tướng Nguyễn Thúc Mậu (1980),
  - Thượng tướng Vũ Lăng (1986),
  - Thiếu tướng Hoàng Điền (1986),
  - Thượng tướng Hoàng Minh Thảo (1986),
  - Trung tướng Phạm Hồng Sơn (1986),
  - Trung tướng Đỗ Trình (1986),
  - Thiếu tướng Đoàn Huyên (1986),
  - Trung tướng Nguyễn Ngọc Thanh (2005)...
- Những Phó Giáo sư [3] trong lĩnh vực khoa học quân sự: Bùi Phan Kỳ (1986), Tạ văn Nghệ (1986), Ngô Thế Nùng (1986), Phạm Ngọc Phụng (1986)

## Tiêu chuẩn và quy trình xét phong
Một người sẽ được xét chức danh Giáo sư khi đạt một số tiêu chuẩn về nghiên cứu, hướng dẫn, và giảng dạy. Người đó sẽ phải làm hồ sơ nộp lên Hội đồng Giáo sư ngành, liên ngành và Hội đồng Giáo sư cơ sở. Sau đó hội đồng sẽ thẩm định hồ sơ, phỏng vấn các ứng viên và quyết định có phong hay không qua hình thức bỏ phiếu kín lấy đa số. Kết quả trình lên Hội đồng Chức danh giáo sư Nhà nước.

## Hội đồng Chức danh giáo sư Nhà nước
Hội đồng Chức danh giáo sư Nhà nước Việt Nam là hội đồng quan trọng của ngành giáo dục Việt Nam, là cơ quan có nhiệm vụ, vai trò như trọng tài đề cử, xem xét, và phong tặng chức danh giáo sư của Việt Nam.
Ứng viên chỉ được công nhận chức danh giáo sư, phó giáo sư sau khi có quyết định bổ nhiệm của người đứng đầu cơ sở giáo dục đại học.

## Ý kiến/nhận định

#### Phản đối
Chức danh giáo sư cần được cải cách theo tiêu chuẩn quốc tế.
- Theo GS Hoàng Tụy: "Trước hết, có một tiến bộ đáng ghi nhận là cách gọi học hàm GS thành chức danh GS. Thật ra, chỉ có ở nước ta và cũng chỉ từ giữa năm 80 trở đi mới coi GS là phẩm hàm để phong thưởng, chứ các nước khác, GS là chức vụ khoa học, với nội dung chức trách cụ thể, cần tuyển chọn người đủ năng lực để đảm nhiệm. Sự khác biệt không chỉ ở ngôn từ, mà ở mục đích và nội dung công việc. Do quan niệm học hàm theo kiểu phong kiến nên nhiều người chỉ có chức quyền dễ dàng được phong GS, cho dù chẳng có trình độ gì.[10].
- Theo GS Ngô Bảo Châu, "chúng ta nên trả lại từ giáo sư về đúng nghĩa của nó, tức là một vị trí làm việc. Nhà nước cũng nên trao quyền bổ nhiệm này cho các cơ sở giáo dục bởi phù hợp với chủ trương chung là giao quyền tự chủ cho các trường đại học...tôi thấy một số người được Hội đồng giáo sư Nhà nước phong hàm nhưng lại không xứng đáng vì chức danh giáo sư gắn liền với việc nghiên cứu khoa học." [11]
- GS. Nguyễn Văn Tuấn trong một bài viết trên mạng Vietnamnet đề nghị: "Bộ GDĐT thay vì can thiệp vào việc bổ nhiệm giáo sư của các đại học, chỉ cần quản lý tốt quy trình bổ nhiệm và kiểm tra tiêu chuẩn bổ nhiệm." [12]